# Posilování

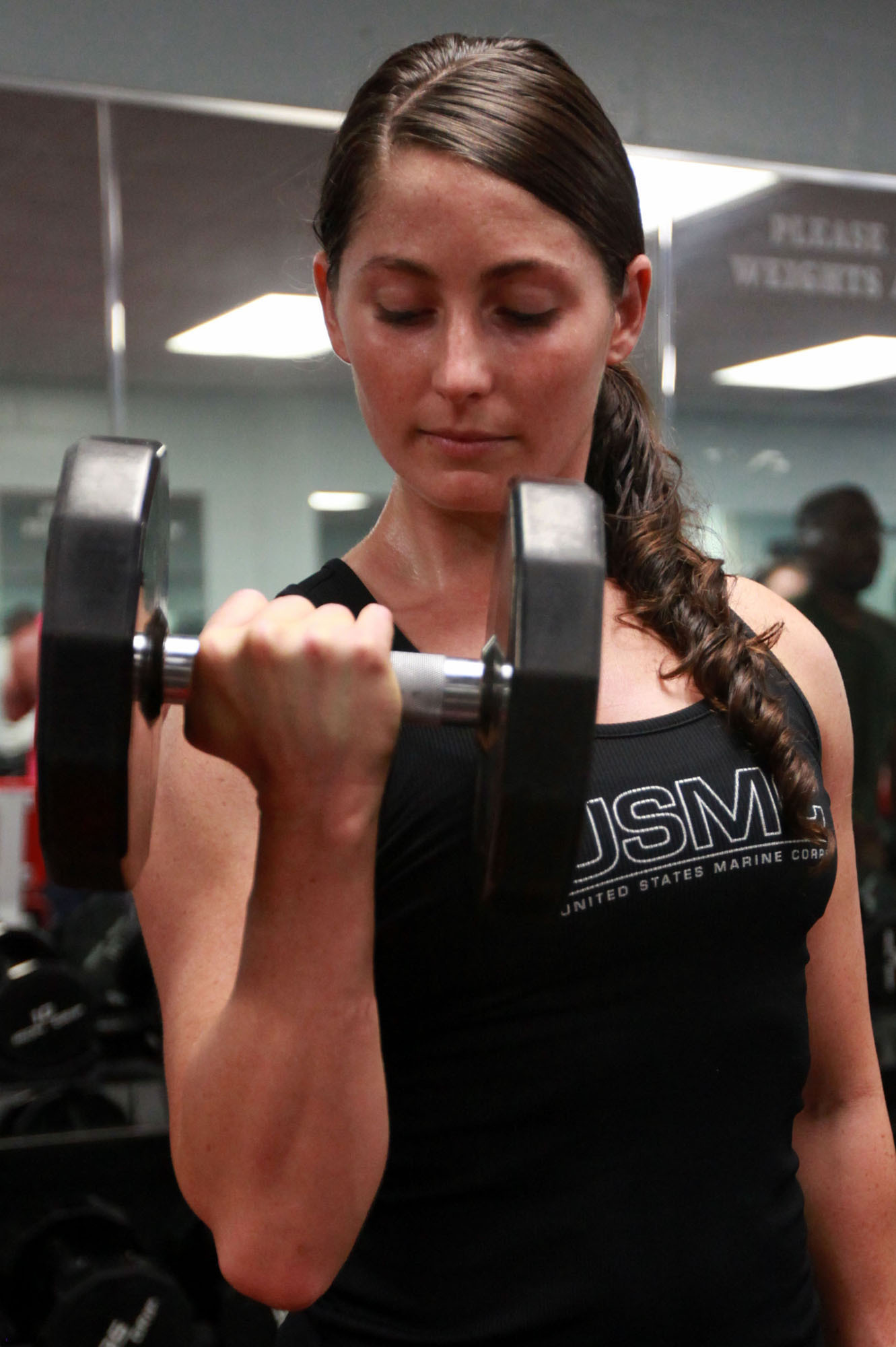
Mezi tradiční posilovací zařízení patří činky

Posilování je cvičení zaměřené na růst svalů.
Na posilování se lze dívat z více pohledů. První je pohled kulturistický, v němž jsou zahrnuty veškeré činnosti s posilováním související - strava, odpočinek a trénink. Další pohled je, že posilování může být cílená fyzická lidská činnost, na jejímž konci nestojí jen fyzické zlepšení těla, ale i ducha.
Posilování může být zaměřeno různě (zdravotně, růstově a pro dobro duše).
Zdravotní posilování znamená provádět jednoduché a lehké techniky, a to nejen s činkami. Využívá se třeba vlastní váha těla - kliky nebo přítahy na hrazdě. Výsledkem je pak zvýšení kondice a celkového zdravotního stavu.

## Posilování podle věku a pohlaví

### Děti
Pro děti je posilování jako takové nevhodné. Přibližně mezi 7 a 12 rokem mohou děti rozvíjet svou sílu, ale pouze za předpokladu správného provádění posilovacích cviků. Cviky je nutné přizpůsobit dětem tak, aby nedocházelo k přetěžování páteře ve svislém směru. Mezi časté cviky patří různá rychlostně silová cvičení: sprinty, skoky, hody, vrhy. Dále se jedná o silová cvičení obratnosti: jednodušší gymnastická cvičení. V pozdějším stadiu je možné zařadit čistě posilovací cviky, jakými jsou např. cvičení vleže s menší zátěží.

### Mládež
Ve věku mezi 13-15 rokem dítěte je zdravé posilovat, ale ne v plné míře. V tomto období je vhodné vést mládež k různým sportovním činnostem a posilování se věnovat jako doplňující aktivitě. Důležité je dodržování určitých zásad, jakými je posilování nejprve svalstva břišního a zádového, zejména kolem páteře. Rozvojem těchto svalových partii se docílí zpevnění páteře a dosáhne správného držení těla.
Od 15 roku dochází k nejrychlejšímu rozvoji svalů a formuje se celá postava jedince. V tomto období dochází ke zvýšení hladiny hormonů mládeže. Důležité je tedy intenzitu posilování nepřehánět, tak aby nedocházelo k přetížení organismu.

### Dospělí
Dospělí jedinci při posilování mezi 20-30 rokem dosahují zpravidla rychlého pokroku. Předchozí průprava a pohybové aktivity, kterým se tito jedinci věnovali v minulosti mají pozitivní vliv na jejich aktuální kondici a tak lidé, kteří pravidelně provozovali nějaký sport, mohou podstatnou měrou zvětšit objem svalstva a úroveň síly i po čtyřicítce.
Pro dospělé jedince po 50 roce života je důležité cvičit s jistými omezeními. Jedná se zejména o problematiku zvýšeného cholesterolu ve stěnách cév a jejich kornatění. Před začátkem cvičení by tito jedinci měli navštívit lékaře a nechat si udělat kvalitní prohlídku – krevní tlak, nitrooční tlak, cholesterol a EKG.
Důležitá omezení:
- Omezte cvičení prováděné hlavou dolů a cvičení, při kterém se nadměrně zvyšuje tlak v cévách.
- Neprovádějte cvičení, při kterém dochází příliš často k prudkým změnám poloh a cvičením se zakloněnou hlavou.
- Neprovádějte cviky, při kterých dochází k hučení v uších a pocitům závratě a nevolnosti.

### Senioři
U seniorů platí stejná omezení jako u lidí po padesátce. V tomto věkovém stádiu není cílem vybudování mohutných svalů, a ani výrazná změna postavy, ale jde především o udržení, případně navození optimální úrovně tělesné zdatnosti. Postupem věku se při posilování zvyšuje počet opakování (12 a více) a zároveň snižuje hmotnost zátěže (méně než 60% z maxima). Toto kondiční cvičení je vhodné propojit s aerobními činnostmi: běh, plavání, chůze, jízda na kole atd.

### Ženy
Ženy mají oproti mužům jiné hormonální rozložení – vylučují menší hodnoty testosteronu a při hypokinezi (nedostatek pohybu) je šance vybudovat nějaké svaly velmi nízká. Na úrovni začátečníků v posilovacím procesu vykazují však ženy cca o 10% větší přírůstek síly než muži. Tento jev se vysvětluje pomocí „adaptačního systému“. Ženám se zpravidla doporučuje posilovat tyto partie: dolní část břišních svalů a dolní část svalů hýžďových, vzpřimovače hrudní páteře, dolní fixátory lopatek a vnější rotátory pažní kosti, horní vlákna prsních svalů, hluboké flexory krční páteře.

#### Těhotenství
V tomto požehnaném stavu je důležité případné posilování konzultovat se svým lékařem. Většina žen, která před těhotenstvím se posilování pravidelně věnovala, pokračuje s jistou opatrností ve stejném režimu. Zejména první tři měsíce těhotenství jsou nejrizikovější z hlediska nežádoucího ukončení těhotenství. Intenzitu cvičení je potřeba snížit přibližně na 70% z dosavadní zátěže. Mezi nevhodné cviky patří hluboké dřepy a předklony nebo další cviky, které namáhají břicho a pánevní dno. Během těhotenství se naopak doporučuje mírné posilování břicha spojené s dýcháním a také je vhodné pokračovat v posilování svalů hýžďových. Bez výrazného omezení lze pokračovat v posilování svalstva horních končetin, deltových svalů, dolních fixátorů lopatek a hrudníku. Cviky, které vyžadují zatínání břicha je nutné vyřadit.
Ženám, které před těhotenstvím necvičily vůbec, se posilování během těhotenství zpravidla nedoporučuje. Nanejvýše až po šestinedělí, je možné začít s mírnou tělesnou aktivitou a jejím postupným avšak mírným navyšováním na intenzitě. Předčasné začátky cvičení se mohou negativně projevit v rozestupu břišní stěny, nebo i ve zhoršeném fungování organismu – laktace. Proto je důležité nejprve cvičit bez zátěže a poté postupně zvyšovat jak frekvenci, tak i obtížnost cviku.

## Techniky
Způsob, kterým provádíme určitý cvik, se nazývá technikou cvičení . Mezi nejrozšířenější techniky (principy) patří následovné:
Princip pyramidy
Pyramida je ve velké míře využívaná středně vyspělými kulturisty. Používá se hlavně v objemovém tréninku. Začíná se cvičit s lehčí
zátěží, se kterou se provede okolo 15 opakování. Postupně se přidává hmotnost závaží a počet opakování se snižuje. Ve finále se znovu
provede více opakování s lehčím závažím. Tento princip je vhodný pro rozvoj síly a budování svalové hmoty, kde se posilující zaměřuje na hlavní svalové partie.
Princip striktních opakování
Jedná se o provedení cviku, jenž se soustředí pouze na určitý sval, a který se zatěžuje v pomalém tempu s lehčí zátěží, zato ale s
maximálním rozsahem pohybu. Tento princip je vhodný pro izolované cviky jako je např. bicepsový zdvih s jednoručkou vsedě o koleno,
ale rovněž je vhodný i pro začátečníky za účelem získávání správné techniky základních cviků.
Princip cheatingu
Cheating je opakem striktních opakování. Základ spočívá v přemístění břemene za použití síly i jiné svalové partie. Tento princip je
často využívaný při rozvoji bicepsů, ramen, tricepsů a dalších svalů. Například při cvičení bicepsu ve stoje s velkou činkou, kdy při
provedené sérii cvičenec zvládne 5-6 opakování si při dalších 3 opakováních pomůže švihem horní poloviny těla. Cheating není vhodný pro začátečníky.
Princip negativních opakování
Při cvičení se závažím cvičenec vykoná při zdvihu břemene pozitivní pohyb, při spouštění břemene negativní pohyb. Důležitou součástí
při rozvoji svalstva je plné využití i negativního pohybu. Při této technice je opravdu důležité dbát na to, aby činka při pohybu dolů
nepadala volně, ale aby se pohyb prováděl pomalu a byl kontrolovaně brzděn.
Princip vynuceného opakování
Vynucené opakování je metodou velmi rozšířenou a lze ji vidět už při tréninku začátečníků, pro které ale není vhodná v
důsledku jejího špatného provedení. Podstata principu spočívá v pokračování počtu opakování v sérii ve chvíli, kdy cvičencovi síly už
nestačí, a s pomocí sparingpartnera provede další opakování. Rozšířeným nepochopením této metody je až příliš těžké závaží, kdy
partner musí pomáhat už při třetím nebo čtvrtém opakování.
Princip vrcholné kontrakce
Při principu vrcholné koncentrace jsou svaly vystavené největšímu stresu při posledním opakování každé provedené série. Ve svalu je
napětí po celé dráze vykonávaného cviku. Příkladem této techniky je předkopávání na lavici, kdy při provedení posledního opakování se
zastaví pohyb na pár sekund v polovině dráhy a sval je držen v napětí. Výsledkem je lepší separace svalu, kde tato metoda se využívá v době rýsování.
Princip pálení
Princip pálení je založený na pocitu bolesti při posledních opakováních. Tohoto pocitu dosáhneme zpravidla při tvrdém tréninku, když
na konci série přidáme 3 a více částečných opakování. Bolest je způsobená nahromaděním kyseliny mléčné ve svalu, která vzniká při
zatížení a působí na nervové zakončení svalových buněk.
Princip izo-tenze
Technika izo-tenze se ve velké míře používá před soutěží, a to z důvodu hlavního důrazu na kvalitní separaci jednotlivých svalů. Při
izo-tenzi vědomě zatínáme svaly bez zátěže. Podobný efekt má i procvičování volné sestavy v povinných pózách.
Princip vzestupných opakování
Tato technika umožňuje zvýšit intenzitu každé série v podstatě až na maximum. Cvičení je velmi náročné, a proto je vhodné jen pro
vyspělé kulturisty. Na její provedení je potřeba sparingpartnera, který na konci, při standardním provedení opakování v sérii odebere
část závaží, a cvičenec dále pokračuje v dalším opakování. Takto se může cvičit až do minimální zátěže.
Princip 1 až 10
U této techniky se cvičí bez přestávek. Začíná se prvním opakováním s maximální hmotností. Poté sparingpartner sníží zátěž a cvičenec
provede další dvě opakování. Opět dochází ke snížení zátěže a provedou se tři opakování. Tímto způsobem se pokračuje až do doby, kdy
cvičenec dosáhne 10 opakování. Při takovémto cvičení uděláme 55 opakování, co se v podstatě rovná sedmi sériím po 8 opakování. Jelikož
takovýto trénink je velmi náročný, používají jej zpravidla zkušení kulturisté.

### Posilování s vlastní vahou těla
Jde o nejjednodušší druh posilování vůbec. Používal se už ve starověku, největším průkopníkem tohoto druhu posilování byla Sparta, kde ho ke zvyšování síly a obratnosti využívali hlavně elitní spartští vojáci.
Patří sem různé druhy kliků, přítahy na hrazdě-shyby buď podhmatem nebo nadhmatem, dřepy, sedy-lehy, výpony, atd.
Výhodou tohoto druhu posilování je, že k němu prakticky nic nepotřebujeme a mnohé cviky jsou jednoduché na provedení, takže je zvládne prakticky kdokoli. Tomuto způsobu posilování se také jinak říká Kalisthenika.

## Doporučené způsoby posilování

### Doporučení ACSM
ACSM (American College of Sports Medicine) je největší vědeckou organizací zabývající se sportovní medicínou na světě. Na základě přehledů literatury vydává autoritativní doporučení, zatím (2012) poslední týkající se konkrétních tréninkových postupů a principů pro dospělé jsou z roku 2009. Doporučení vztahující se k jednotlivým elementům tréninku (zátěž, počet opakování, doba odpočinku atd.) se liší v závislosti na základním tréninkovém cíli (trénink zaměřený na rozvoj svalové síly, špičkového svalového výkonu, svalové vytrvalosti nebo svalové hypertrofie) a úrovně (začátečníci, mírně pokročilí a pokročilí).
- doporučení týkající se objemu a zátěže[3]

Nováčkům je doporučeno začít se zátěží 50-60% maxima, aby se mohli koncentrovat na nácvik a osvojení správné techniky. U netrénovaných jedinců vede k dostatečnému zlepšování i cvičení s pouze jednou sérií.
Z hlediska maximalizace svalové síly by měl mít u začátečníků a mírně pokročilých nejlepší výsledky trénink se zátěží 60-70% maxima 8-12 opakování, 1-3 série na cvik. Pro trénovanější jedince je pro maximalizaci svalové síly nutné cvičit s vyšším zatížením 80-85% maxima, zhruba 3-5 opakování ve vícero sériích (k doporučení optimálního počtu sérií zatím není dostatek dat). U profesionálů ukázala metaanalýze 37 studií, že nejefektivnější je 8 sérií na každou v tréninku procvičovanou svalovou skupinu.
Pro trénink rozvoje špičkového výkonu je nutné silový trénink modifikovat: u každého cviku nahradit 1-3 série z celkového počtu sérií sériemi po 3-6 opakováních se střední zátěží 30-60% maxima zaměřené na rozvoj explozivní síly, tj. prováděné maximální rychlostí.
Pro maximalizaci svalové hypertrofie je začátečníkům a mírně pokročilým doporučeno cvičení s o něco větším zatížením než při tréninku zaměřeném na maximalizaci svalové síly, konkrétně cvičení se zátěží 70-85% maxima, 8-12 opakování v 1-3 setech na cvik. U pokročilých je doporučeno rozpětí zátěže 70-100% maxima s 1-12 opakováními v sérii a 3-6 sérií na cvik, přičemž většina tréninku by měla používat zátěže umožňující 6-12 opakování a menšina vysoké zátěže umožňující 1-6 opakování.
Při trénování svalové vytrvalosti je důležité vyvolat svalovou únavu v důsledku vyčerpání energetických zásob a nahromadění odpadních produktů vznikajících při práci svalu. Doporučuje se proto cvičit s menší zátěží, která umožňuje dělat dlouhé sety s mnoha opakováními tak, aby byl sval zatížen po dlouhou dobu. Pro začátečníky a mírně pokročilé ACSM doporučuje střední a lehčí zátěže umožňující 10-15 opakování, u pokročilých 10-25 opakování. Sérií by mělo být více než 1, ovšem konkrétní počet v doporučeních ACSM není uveden.
- doporučení týkající se rychlosti opakování[3]

Nováčci by bez ohledu na své cíle měli začínat se záměrně pomalejšími rychlostmi, které umožňují lepší kontrolu nad cvikem a možnost soustředit se na techniku.
Pro rozvoj vytrvalosti je při středně velkém počtu opakování (10-15) je nejvhodnější záměrně pomalá rychlost provádění cviku (30°/s). K zvládnutí vyšších počtů opakování jsou potřeba vyšší rychlosti.
Pro nárůst síly se začátečníkům i středně pokročilým doporučující střední a vyšší rychlost cvičení, přesněji pohyb úhlovou rychlostí 180-240°/s. Záměrně pomalé rychlosti nejsou pro rozvoj síly vhodné, rychlé rychlosti nejsou díky potřebě překonávat vysoká zatížení možné. Pokročilí by se měli především při kontrakci svalu snažit o maximální rychlost, ovšem díky velké zátěži a únavě mohou i tak nezáměrně dosahovat pouze pomalé rychlosti cvičení - v takovém případě tato není na škodu.
Při trénování špičkového výkonu je samozřejmě nutné cviky provádět s maximální možnou rychlostí.
- doporučení týkající se odpočinku[3]

Pro podporu svalové vytrvalosti jsou vhodné krátké pauzy mezi sériemi, konkrétně 1-2 minuty při 15-20 opakování a <1 minutu při 10-15 opakování. Prokázána byla také účinnost kruhového tréninku. Při něm se za dostatečný odpočinek považuje čas, který je potřebný k přesunu mezi jednotlivými posilovacími stroji a jejich nastavení. Během kruhového tréninku se doporučuje nastavit čas výkonu na 45 vteřin a čas odpočinku na 15 vteřin.
Pro maximalizaci síly jsou vhodnější delší pauzy mezi sériemi, minimálně 2-3 minuty u základních cviků zahrnujících velké svalové skupiny, u doplňkových cviků mohou stačit menší pauzy 1-2 minuty. Toto doporučení platí bez rozdílu na úroveň cvičence, tj. pro začátečníky, mírně pokročilé i pokročilé. To samé doporučení také prozatím pro trénink špičkového výkonu, ovšem evidence je zde podstatně menší.
Pro zacílení na svalový růst se začátečníkům a mírně pokročilým doporučují pauzy mezi sériemi o něco kratší, zhruba 1-2 minuty.
- doporučení týkající se četnosti tréninků[3]

Pro začátečníky se doporučuje trénink 2-3x týdně s posilováním celého těla, všech hlavních svalových skupin. Zdá se, že pro další rozvoj síly není až tak nutné měnit frekvenci cvičení, podstatnější je změna vnitřních charakteristik tréninku - zvyšovat použité zátěže i celkový objem, zařadit do tréninku více různých cviků. Pro mírně pokročilé se doporučuje cvičení buď 3x denně celé tělo, nebo 4x týdně, pokud se trénuje horní a spodní část těla zvlášť. Pokročilí mohou trénovat častěji, ovšem v takovém případě se při trénincích cvičí vždy jen některé svalové skupiny, zatímco jiné se nechávají regenerovat. Jako udržovací frekvence postačuje cvičit 1-2 dny v týdnu. Výše uvedené platí bez ohledu na zaměření tréninku (na vytrvalost, hypetrofii, špičkový výkon nebo maximální sílu).
- další doporučení[3]

Pořadí cviků: obecně lze doporučit zařadit cviky posilující velké svaly a svalové skupiny před posilování malých svalů svalových skupin, cviky vycházející z pohybů několika kloubů (např. dřep) před cviky vycházející z pohybu v jednom kloubu (např. extenze v koleně - předkopávání lýtka), cviky vysoké intenzity před cviky menší intenzity.
Činky vs. stroje: posilování pomocí posilovacích strojů se považuje za bezpečnější a snadněji naučitelné než posilování pomocí volných zátěží, tj. činek. Stroje pomáhají stabilizovat a zafixovat tělo, což zjednodušuje zacílení posilování na specifické svalové skupiny. Na druhé straně posilovací stroje oproti posilování s činkami nerozvíjí dostatečně intra a intersvalovou koordinaci. Pohyby při posilování s činkami více odpovídají pohybům, které člověk potřebuje vykonávat při sportu i činnostech běžného života. Z těchto důvodů se začátečníkům pro základní zpevnění těla a nabytí kondice doporučuje posilovat především na posilovacích strojích, pokročilejší, kteří zvládají správnou techniku, by měli upřednostňovat volné váhy a stroje využívat spíše doplňkově k specifickým účelům.

### Kritika doporučení ACSM
- V roce 2011 tým anglických vědců publikoval tvrdou kritiku doporučení ACSM. Argumentují, že k naprosté většině doporučení ACSM není dostatek přesvědčivých důkazů a doporučení se tak zakládají spíše na hypotézách než empiricky dokázaných faktech. Ve svém přehledovém článku[5] shrnuli zjištění studií publikovaných do r. 2011 takto:

počet opakování - člověk by měl daný cvik opakovat nikoliv podle předem určeného počtu opakování, ale až do úplného dočasného svalového selhání, tj. do stavu, kdy již není při dodržení správné techniky schopen provést další opakování. Tímto způsobem je zaručeno, že budou do cvičení postupně zapojeny a přetíženy všechny svalové jednotky, což maximalizuje jak nárůst síly, špičkového výkonu, hypetrofie i svalové vytrvalosti.
zátěž - zátěž by měla být taková, aby k jejímu překonání bylo nutno vyvolat >80% maximálního úsilí, kterého je daný jedinec schopen, neboť pouze u takto těžkých zátěží dochází k příznivému ovlivnění mineralizace kostí. Rozdíl v nárůstu síly ani výkonnosti při posilování s lehčími, středními a těžkými váhami, jak jej popsala ACSM, naprostá většina studií nezjistila v případě, že bylo dodrženo posilování až do úplného dočasného svalového selhání. Tradovaný poznatek (např. viz Knuttgen (2007), že při zvedání lehkých vah do cca 20% maximálního úsilí jsou aktivována jen pomalá vlákna I typu, vlákna typu IIa jsou plně aktivována až při vyšším zatížení okolo 60% maxima a vlákna typu IIx jsou plně aktivována až při nejvyšším zatížení okolo 100% maxima, totiž platí jen při provedení 1 opakování. Při dalších opakování jsou prvně zapojená vlákna postupně vysilována a činnost postupně přebírají svalová vlákna zbylých typů až do úplného vyčerpání všech svalových vláken všech typů, kdy člověk již není schopen provést žádné další opakování cviku. K pozitivní svalové adaptaci, tj. nárůstu síly, výkonnosti atd. dochází podle autorů právě v reakci na toto úplné vysílení svalových vláken, bez ohledu na použitou zátěž. Autoři ovšem uznávají, že posilování s lehčími vahami s sebou nese nižší rizika zranění, dále také připouštějí, že není vyloučeno, že u lidí s rozdílným zastoupením různých typů svalových vláken může být vhodnější posilovat s různě velkými vahami, ovšem konstatují, že pro závěry tohoto typu zatím není dostatečná evidence.
rychlost opakování - cvičenci by měli cvičit se stejným, stabilním svalovým napětím v průběhu celého rozsahu pohybu, měli by se snažit o redukci externích sil, např. v důsledku uděleného momentu hybnosti při explozivní síle. K maximálnímu svalovému napětí tedy doporučují mírnější rychlosti, dále upozorňují, že velké rychlosti snadněji mohou vést ke zranění.
objem a četnost tréninků - dostatečným stimulem pro pozitivní změny ve svalové tkáni je četnost tréninků 1-2x týdně a při každém tréninku stačí provedení 1 série na svalovou skupinu. Větší objem nevede k lepším výsledkům - zásadní je to, aby jedinec cvičil tehdy, když je fyzicky a psychicky připraven podat maximální výkon.
- V roce 2012 byla publikována zřejmě první přehledová studie zaměřená specificky na pořadí cviků.[7] ACSM doporučuje nejprve cviky zahrnující velké svalové skupiny, neboť pokud jsou jako první cvičeny a tím pádem unaveny cíleně jen malé svaly (např. pomocí tricepsové extenze nebo flexe v ramenním kloubu jsou cvičeny triceps a přední deltový sval), potom při cvičení velkých svalových skupin (např. velký sval prsní pomocí cviku bench-press) nebudou mít tyto malé svaly, které jsou k provedení také potřeba jako pomocné svaly, dostatečnou energii a tím pádem velký sval nebude dostatečně zatížen a tedy stimulován. Tento fakt autoři nové studie nepopírají, ovšem závěr, který z něj vyvozují, se od doporučení ACSM liší - cviky by se měly řadit podle priority, tj. napřed ty svalové skupiny, na jejichž posílení jedinci nejvíce záleží, neboť největší zlepšení je u cviků, které jsou prováděné jako první, u partií procvičovaných na konci tréninku jsou zlepšení naopak nejmenší. Zda byly v tréninku jako první zařazeny cviky velkých nebo malých svalových skupin, na to vliv nemá.

- Množí se studie, které zpochybňují tradiční názor, že při silovém tréninku je potřebný dostatečně dlouhý odpočinek mezi sériemi, zhruba 3 až 5 minut. Názor je založen na faktu, že kratší přestávky nestačí k dostatečné regeneraci a výkon v následujících sérií je pak znatelně zhoršený - cvičenec nemůže provést stejně velký počet opakování s těžkou váhou jako v první sérii a celková zátěž (objem × intenzita, tj. počet opakování × odpor v kg) je nutně snížena. Jak ale již bylo řečeno, novější výsledky [8][5] naznačují, že použitá zátěž zásadní není, důležité je provádět opakování až do úplného svalového vyčerpání. Pokud není potřeba posilovat s předem danou zátěží, lze objem cvičení (resp. dobu, po kterou je úsilí vykonáváno) udržet stejný i při cvičení s menšími pauzami snižováním zátěže v dalších sériích tak, aby bylo dosaženo podobného počtu opakování. To podporuje například výsledek studie brazilských a amerických vědců z r. 2010[9], kteří nezjistili statisticky významný rozdíl mezi skupinou, která mezi sériemi odpočívala 1-1,5 minuty a skupinou, která mezi sety odpočívala 3-3,5 minuty (zátěže byly voleny v sériích tak, aby úplného svalového selhání bylo dosaženo po 8-12 opakováních). Autoři zmíněné studie proto na závěr doporučují kvůli úspoře času používat právě tyto kratší odpočinkové intervaly. V této souvislosti je podstatné zjištění, že cvičení s kratšími intervaly odpočinku nevede k zvýšené svalové horečce.[10] Na druhé straně extrémně malé pauzy mezi sériemi nedosahujících 60s vhodné alespoň pro nárůst síly a svalové hypertrofie nejsou - většina studií, jejíchž výsledek zněl, že jsou vhodné delší přestávky oproti kratším považovala za kratší právě tyto extrémně krátké intervaly pod 60s a porovnávala je s pauzami běžnějšími 1-5 minut.[11]

- Závěr podrobného přehledového článku švédských vědců z r. 2007 zní, že kýžených efektů ve svalové tkání lze stejně dobře docílit různými metodami využívajícími různých intenzit, frekvencí a objemů trénování, čehož lze s výhodou využívat u skupin se specifickými omezeními (např. u lidí s kloubními problémy, u lidí se srdečními problémy ap.).[8]

### Metodologické problémy
Některá doporučení jsou vyvozena z nepřímých indikátorů, typicky např. z míry aktivace anabolického prostředí těsně po tréninku. Takovéto indikátory však nejsou spolehlivé. Bylo např. zjištěno, že při trénování s 80% zátěží byla po 1 hodině po tréninku aktivována p70S6 kináza, která je součástí signální dráhy k spuštění proteosyntézy a nárůstu svalové tkáně, kdežto při tréninku 30% zátěží aktivována nebyla. Vyvodit z toho, že trénink s 80% zátěží na rozdíl od tréninku s 30% zátěží lépe podporuje svalový růst by ovšem bylo nesprávné – ve skutečnosti byl při tréninku s lehčími vahami nástup svalové syntézy pouze pozvolnější (p70S6K sice nebyla aktivována po 1 hodině po tréninku, ale byla již aktivována po 4 hodinách po tréninku) a na konečném nárůstu svalové hmoty se tento pozdější nástup aktivity kinázy neprojevil, tj. trénink s 80% i 30% zátěží vedl po 10 týdnech trénování k stejnému nárůstu svalové hmoty.
Rušivým vlivem, na který se málokdy bere ohled, je vysoká genetická podmíněnost nárůstu svalové hmoty, která může být dokonce dominantním faktorem určujícím míru adaptace na posilovací cvičení, přebíjejícím vliv rozdílných tréninkových postupů. Rozsáhlou studii provedla v r. 2005 Hubal a kolektiv. Účastníkům bylo řečeno, aby pokračovali v běžném stravování, jak jsou zvyklí. Ti, co brali doplňky stravy posilující růst svalů a ti, co zhubli, byli ze studie vyřazeni. Z 585 dobrovolníků (342 mužů a 243 žen), kteří dokončili studii a nebyli vyřazeni zaznamenalo 232 po 12 týdnech posilování (všichni dobrovolníci podstoupili stejný trénink) 40–60 % nárůst síly, 36 však více než 100 % a 12 méně než 5 %; celkový rozptyl byl 0 až +250 %.
Dalším problémem je fakt, že většina studií probíhá v horizontu týdnů a vypovídá tak ponejvíce o krátkodobém efektu různých tréninkových režimů. Výraznější změny v objemu však nastávají až po 10–12 týdnech od začátku tréninku. Dlouhodobějších studií, které by trvaly alespoň 3 měsíce je však velmi málo.
Interpretační omezení též představuje zaměření na netrénované jedince, absence zaslepených studií, které by vyloučily vliv očekávání výzkumníků i probandů na výsledky studie, mnohdy chybějící kontrolní skupiny a také nedostatečná kontrola intervenujících proměnných.